# Ellobius tancrei
Ellobius tancrei é uma espécie de roedor da família Cricetidae.
Pode ser encontrada nos seguintes países: China, Cazaquistão, Mongólia, Turquemenistão e Uzbequistão.